# Pericoma niveopunctata
Pericoma niveopunctata és una espècie d'insecte dípter pertanyent a la família dels psicòdids que es troba a Sud-amèrica: l'illa Gran de Chiloé (Xile).